# Robert Cullen (futbolista)
Robert Cullen (カレン・ロバート Karen Robāto?, nacido el 7 de junio de 1985 en Ibaraki) es un exfutbolista japonés de ascendencia irlandesa que se desempeñaba como delantero.

## Trayectoria

### Clubes
| Club             | País          | Año         |
| ---------------- | ------------- | ----------- |
| Júbilo Iwata     | Japón         | 2004 - 2010 |
| Roasso Kumamoto  | Japón         | 2010        |
| VVV-Venlo        | Países Bajos  | 2011 - 2013 |
| Suphanburi FC    | Tailandia     | 2014        |
| Seoul E-Land FC  | Corea del Sur | 2015        |
| NorthEast United | India         | 2016        |
| Leatherhead FC   | Inglaterra    | 2018 - 2019 |